# Рід Морі

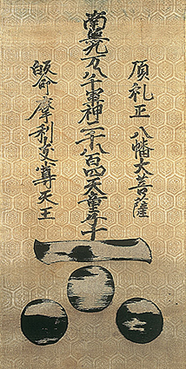
Уціліла частина хоругви роду

Рід Мо́рі (яп. 毛利氏, もうりし моорі сі) — японський самурайський рід періодів Камакура, Муроматі, Сенґоку й Едо.

## Короткі відомості
Морі є нащадком Ое но Хіромото (1148-1225), військового стратега  і політичного радника сьоґунату в Камакурі.
З середини 14 століття рід Морі став володарем незначних володінь у провінції Акі (суч. префектура Хіросіма).

### Середньовіччя
У 16 столітті рід Морі був одним із багатьох невеликих самурайських родів провінції Акі (суч. префектура Хіросіма). Його політичний курс мінявся в залежності від руху могутніх військ західного чи північного сусіда — родів Оуті (суч. префектура Ямаґуті) і Амаґо (суч. префектура Сімане). Рід Морі також послаблювали постійні внутрішні чвари васалів і слабке здоров'я його голів, які помирали не встигаючи провести необхідні реформи.
Ситуація змінилася за лідерства Морі Мотонарі (1497-1571), якому вдалося вдало зіграти на протирічях сусідів і зміцнити свої позиції, збільшивиши володіння власного роду. У 1555 році, користуючись заколотом васала Суе Харутака у родині Оуті, він захопив усі володіння цього роду, розбивши війська противника у битві при Іцукусіма під приводом "помсти за сюзерена". У 1566 році Морі Мотонарі зміг знищити північного сусіда — рід Амако, і стати володарем усього регіону Тюґоку. Завдяки шлюбним махінаціям він захопив головування у впливових родах Кіккава (володарів срібної копальні в Івамі) та Кобаякава (піратського роду у Внутрішньому Японському морі), посадивши своїх двох синів головами цих родин.
Лідерство онука Мотонарі, Морі Терумото (1553-1625), позначилося ослабленням зовнішньої політики роду. Попри вдалу війну проти роду Ода, рід Морі уклав союз із його наступником, Тойотомі Хідейосі, а згодом перетворився на його васала. У 1600 році, недалекоглядне рішення Терумото приєднатися до сил "західної коаліції", яка протистояла новому амбіційному лідеру і майбутньому сьоґуну Токуґаві Ієясу, коштували роду Морі усіх східних володінь разом із головною резиденцією у замку Хіросіма. Від сьоґунату Терумото отримав лише дві провінції Суо і Наґато (суч. префектура Ямагуті).

### Новий час
Через 250 років, рід Морі став одним із ініціаторів реставрації Мейдзі (1868),  і разом із родиною Ямауті, володарем провінції Тоса (суч. префектура Коті), та родом Сімадзу, володарем провінції Сацума (суч. префектура Каґосіма) заснував новий уряд, який дав поштовх створенню Японської імперії. Особи дотичні до цього роду займали основні посади у японському кабінеті міністрів й імперській армії до поразки країни у другій світовій війні 1945 році.
Хоча військова організація Морі розпалася, сам рід зберігся до сьогодні. Багато осіб дотичних до цього роду досі є активними серед японського політикуму.

## Голови роду Морі

### Тьосю-хан
| №  | Українською   | Японською | Мон | Статус  | Період      | Дохід   |
| -- | ------------- | --------- | --- | ------- | ----------- | ------- |
| 1  | Морі Хіденарі | 毛利秀就  |     | тодзама | 1600 — 1651 | 369 000 |
| 2  | Морі Цунахіро | 毛利綱広  |     | тодзама | 1651 — 1682 | 369 000 |
| 3  | Морі Йосінарі | 毛利吉就  |     | тодзама | 1682 — 1694 | 376 000 |
| 4  | Морі Йосіхіро | 毛利吉広  |     | тодзама | 1694 — 1707 | 369 000 |
| 5  | Морі Йосімото | 毛利吉元  |     | тодзама | 1707 — 1731 | 369 000 |
| 6  | Морі Мунехіро | 毛利宗広  |     | тодзама | 1731 — 1751 | 369 000 |
| 7  | Морі Сіґенарі | 毛利重就  |     | тодзама | 1751 — 1782 | 369 000 |
| 8  | Морі Харутіка | 毛利治親  |     | тодзама | 1782 — 1791 | 369 000 |
| 9  | Морі Наріфуса | 毛利斉房  |     | тодзама | 1791 — 1809 | 369 000 |
| 10 | Морі Наріхіро | 毛利斉熙  |     | тодзама | 1809 — 1824 | 369 000 |
| 11 | Морі Нарімото | 毛利斉元  |     | тодзама | 1824 — 1836 | 369 000 |
| 12 | Морі Наріхіро | 毛利斉広  |     | тодзама | 1836        | 369 000 |
| 13 | Морі Такатіка | 毛利敬親  |     | тодзама | 1836 — 1869 | 369 000 |
| 14 | Морі Мотонорі | 毛利元徳  |     | тодзама | 1869 — 1871 | 369 000 |